# Kung Fu Panda - Le zampe del destino
Kung Fu Panda - Le zampe del destino (Kung Fu Panda: The Paws of Destiny) è una serie web animata prodotta dalla DreamWorks Animation Television e distribuita da Amazon Prime Video.
Segue le avventure di quattro giovani panda che acquisiscono poteri magici e aiutati a controllare i loro poteri e fermare una forza malvagia. La serie è stata rilasciata il 16 novembre 2018.
È la seconda serie TV del franchise di Kung Fu Panda dopo Kung Fu Panda - Mitiche avventure. Lo sviluppatore Mitch Watson ha confermato che Mick Wingert avrebbe ripreso il suo ruolo da Mitiche avventure come Po.

## Trama
Ambientata dopo gli eventi di Kung Fu Panda 3. La serie segue le avventure di quattro energici giovani panda: Nu Hai, Bao, Jing e Fan Tong. Quando si imbattono in una mistica grotta sotto il villaggio dei panda, non hanno idea che stiano per assorbire il chi, o l'energia, di antichi guerrieri kung fu noti come le Quattro Costellazioni. Ora tocca a loro salvare il mondo dalle forze del male - ma prima, il maestro Po deve insegnare loro come usare i loro nuovi poteri.
Basati sull'astronomia cinese tradizionale, le Quattro Costellazioni - drago blu, testuggine nera, tigre bianca e fenice rossa - sono stati i primi guerrieri, dopo Oogway, a raggiungere la totale padronanza del chi. Qualche millennio fa, i maestri usarono i loro poteri per sconfiggere Jindiao, il loro insegnante malvagio, temuto e corrotto. Preoccupati del fatto che il loro chi buono non potesse esistere senza un potente chi oscuro per bilanciarlo, i maestri si sono poi sigillati in un tempio sotterraneo per proteggere il mondo. Non sapevano che Jindiao vivesse ancora, anche se nel nuovo corpo di un gipeto. Se Jindiao non può assorbire il chi delle Quattro Costellazioni e non riuscirà mai a ristabilirsi nella sua vera forma di dragone, il mondo sarà salvo.

## Doppiatori
| Personaggio                           | Doppiatore originale | Doppiatore italiano   |
| ------------------------------------- | -------------------- | --------------------- |
| Po                                    | Mick Wingert         | Gianfranco Miranda    |
| Nu Hai                                | Haley Tju            | Chiara Oliviero       |
| Bao                                   | Gunnar Sizemore      | Gabriele Patriarca    |
| Jing                                  | Laya DeLeon Hayes    | Ughetta d'Onorascenzo |
| Fan Tong                              | Makana Say           | Stefano Broccoletti   |
| Li Shan                               | Christopher Swindle  | Paolo Marchese        |
| Mr. Ping                              | James Hong           | Francesco Vairano     |
| Jindiao                               | Steve Blum           | Gerolamo Alchieri     |
| Baigujing / Demone dalle Ossa Bianche | Elisa Gabrielli      | Antonella Rinaldi     |
| Nonna Sarah                           | Amy Hill             | Graziella Polesinanti |
| Jade Tusk                             | Cherise Boothe       | Claudia Catani        |
| Mei Mei                               | Chrissy Metz         | Emanuela Damasio      |
| Oogway                                | Piotr Michael        | Carlo Valli           |
| Zhizhu                                | Jeff Bennett         | Alessandro Budroni    |

## Episodi
| Stagione         | Episodi | Prima TV USA | Prima TV Italia |
| ---------------- | ------- | ------------ | --------------- |
| Prima stagione   | 13      | 2018         | 2018            |
| Seconda stagione | 13      | 2019         | 2019            |